# Pucciniosira clemensiae
Pucciniosira clemensiae är en svampart som beskrevs av Arthur & Cummins 1937. Pucciniosira clemensiae ingår i släktet Pucciniosira och familjen Pucciniosiraceae.   Inga underarter finns listade i Catalogue of Life.